# Kateryniwka (hromada Kateryniwka)
Kateryniwka (ukr. Катеринівка) – wieś na Ukrainie, w obwodzie kirowohradzkim, w rejonie kropywnyckim, siedziba hromady. W 2001 liczyła 893 mieszkańców.